# Okresní soud Brno-venkov
Okresní soud Brno-venkov je okresní soud se sídlem v Brně, ale s působností pouze pro okolní obce, protože pro statutární město Brno je jako okresní soud zřízen Městský soud v Brně. Rozhoduje jako soud prvního stupně ve všech trestních a civilních věcech, ledaže jde o specializovanou agendu svěřenou krajskému soudu (nejzávažnější trestné činy, insolvenční řízení, spory ve věcech obchodních korporací, hospodářské soutěže, duševního vlastnictví apod.), který také rozhoduje o odvoláních proti rozhodnutím okresního soudu.
Soud sídlil do roku 2009 v Brně na ulici Příkop, poté se přestěhoval do Justičního areálu Brno, který se nachází mezi ulicemi Renneská a Heršpická u řeky Svratky. Zde sídlí společně s Městským soudem v Brně, Okresním státním zastupitelstvím Brno-venkov a Městským státním zastupitelstvím v Brně.

## Historie
Ve druhé polovině 19. století vznikl pro obce okolo Brna občanskoprávní Okresní soud civilní pro Brno-okolí, pro trestní agendu existoval Okresní soud trestní v Brně, jeho územní působnost se ale vztahovala i na samotné zemské hlavní město. V obvodu dnešního okresního soudu navíc fungovaly i obecné okresní soudy v Ivančicích, Tišnově a Židlochovicích. Takový stav vydržel až do roku 1949, kdy v soudní organizaci postupně došlo k několika změnám a po roce 1960 již v okrese Brno-venkov existoval jen jeden obecný okresní soud.

## Soudní obvod
Obvod Okresního soudu Brno-venkov se zcela neshoduje s okresem Brno-venkov, patří do něj území jen těchto obcí:
Babice nad Svitavou •
Babice u Rosic •
Bílovice nad Svitavou •
Biskoupky •
Blažovice •
Blučina •
Braníškov •
Bratčice •
Březina •
Čebín •
Česká •
Čučice •
Deblín •
Dolní Kounice •
Domašov •
Drásov •
Hajany •
Heroltice •
Hlína •
Holasice •
Hostěnice •
Hradčany •
Hrušovany u Brna •
Hvozdec •
Chudčice •
Ivančice •
Javůrek •
Jinačovice •
Jiříkovice •
Kanice •
Ketkovice •
Kobylnice •
Kovalovice •
Kratochvilka •
Kupařovice •
Kuřim •
Lažánky •
Ledce •
Lelekovice •
Lesní Hluboké •
Litostrov •
Lomnička •
Lukovany •
Malešovice •
Malhostovice •
Maršov •
Medlov •
Mělčany •
Měnín •
Modřice •
Mokrá-Horákov •
Moravany •
Moravské Bránice •
Moravské Knínice •
Moutnice •
Nebovidy •
Nelepeč-Žernůvka •
Němčičky •
Neslovice •
Nesvačilka •
Nosislav •
Nová Ves •
Nové Bránice •
Odrovice •
Ochoz u Brna •
Omice •
Opatovice •
Ořechov •
Oslavany •
Ostopovice •
Ostrovačice •
Otmarov •
Podolí •
Ponětovice •
Popovice •
Popůvky •
Pozořice •
Prace •
Pravlov •
Prštice •
Předklášteří •
Příbram •
Přibyslavice •
Přísnotice •
Radostice •
Rajhrad •
Rajhradice •
Rebešovice •
Rosice •
Rozdrojovice •
Rudka •
Řícmanice •
Říčany •
Říčky •
Sentice •
Silůvky •
Sivice •
Skalička •
Sobotovice •
Sokolnice •
Stanoviště •
Střelice •
Svatoslav •
Syrovice •
Šerkovice •
Šlapanice •
Štěpánovice •
Telnice •
Těšany •
Tetčice •
Tišnov •
Trboušany •
Troubsko •
Tvarožná •
Újezd u Brna •
Újezd u Rosic •
Unkovice •
Úsuší •
Velatice •
Veverská Bítýška •
Veverské Knínice •
Viničné Šumice •
Vohančice •
Vojkovice •
Vranov •
Všechovice •
Vysoké Popovice •
Zakřany •
Zálesná Zhoř •
Zastávka •
Zbraslav •
Zbýšov •
Žabčice •
Žatčany •
Želešice •
Železné •
Židlochovice